# بلدة برلين (مقاطعة كلير سانت)
برلين، مقاطعة كلير سانت (بالإنجليزية: Berlin Township, St. Clair County, Michigan)‏ هي بلدة تقع بولاية ميشيغان في الولايات المتحدة. تبلغ مساحتها 96.2 (كم²)، وترتفع عن سطح البحر 241 م، بلغ عدد سكانها 3162 نسمة في عام تعداد الولايات المتحدة 2000 حسب إحصاء مكتب تعداد الولايات المتحدة وتصل الكثافة السكانية فيها 32.9 نسمة/كم2.

## وصلات خارجية
- The US50 - Cities and Towns in Michigan State
- Michigan Cities and Towns, Facts, Map, Flag, Colleges, Government, and More